# Bukovac (Wojwodina)
Bukovac (cyr. Буковац) – wieś w Serbii, w Wojwodinie, w okręgu południowobackim, w mieście Nowy Sad. W 2011 roku liczyła 3936 mieszkańców.